# Societat Nacional de Bretanya
La Societat Nacional de Bretanya (bretó Keuredigezh Broadel Breizh) fou el primer grup de caràcter nacionalista bretó fundat a Morlaix el 1898 per Charles Le Goffic, Regís de L'Estourbeillon (1892-1942), (que en serà el cap des del 1902) i el dramaturg Anatole Le Braz, per tal de demanar l'ensenyament en bretó i descentralització tant administrativa com cultural (volen que Bretanya es constitueixi com a "regió distinta"), però sense entrar en el joc polític, la qual cosa l'acabaria aconvertint en inoperativa. Només aconseguiren el 1899 ésser convidats a l'Eisteddfod de Cardiff com a representants de la Bretanya. El grup es mantindria fins al 1911, quan s'integraren en la Unió Regionalista Bretona.